# Salvatore Scoca
Salvatore Scoca (Calitri, 15 giugno 1894 – Roma, 1º maggio 1962) è stato un magistrato e politico italiano.

## Biografia
Nacque a Calitri da Gaetano e da Maria Concetta Capossela, entrambi contadini, quarto di nove figli. Dopo gli studi elementari e secondari frequentò la Facoltà di Giurisprudenza dell'Università di Roma e si laureò nel 1918.
Svolse per un breve periodo la libera professione, ma dal 1º gennaio 1925, vinto il concorso in Magistratura, entrò a far parte dell'Avvocatura Generale dello Stato.

## Attività politica
Dopo la Liberazione di Roma (1944) fu nominato Membro del primo Comitato romano della Democrazia Cristiana.
Fu Sottosegretario di Stato al Ministero del Tesoro nel Governo Bonomi III (1944-1945) e poi Sottosegretario di Stato al Ministero delle Finanze nel Governo De Gasperi II (1946-1947).
Nel 1946 fu nominato Avvocato Generale dello Stato fino alla sua morte.
Fu eletto Deputato nel 1948 e nel 1953.
Affiancò la sua attività di funzionario dello Stato con quella di attento studioso di problemi economici e finanziari, come risulta dalle diverse sue pubblicazioni.

### Vita privata
Era il padre di Maretta Scoca, già deputata, sottosegretaria e giudice televisiva di Forum, e di Franco Gaetano Scoca, accademico e avvocato.
È sepolto nella Cappella dell'Assunta, eretta per sua iniziativa, a Calitri Scalo.